# Evarist Móra i Rosselló

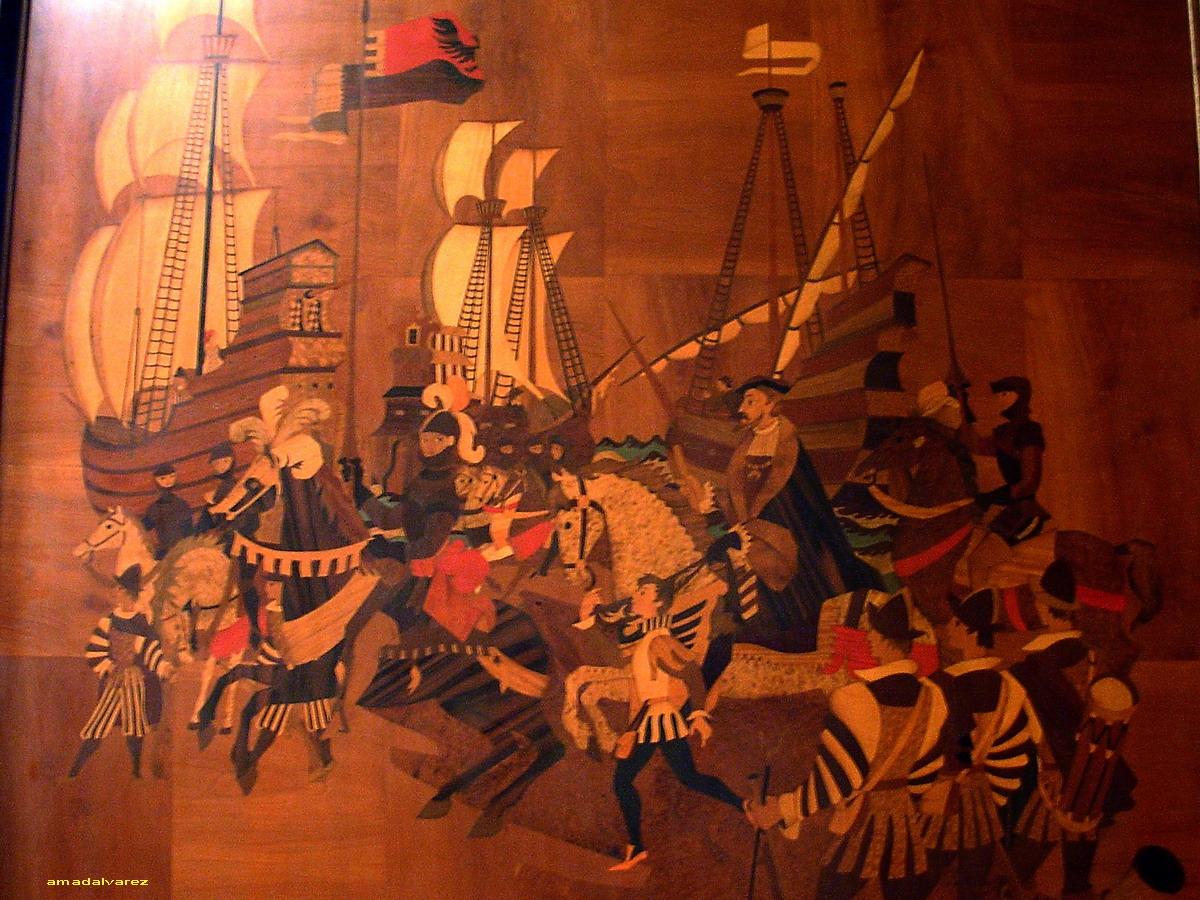
Detall de la marqueteria. Sala Consolat de Mara la Casa de la Ciutat de Barcelona.

Evarist Móra i Rosselló (Barcelona, 1904 - 1987) fou un pintor, dibuixant i decorador català.
Format a l'escola Llotja de Barcelona, acabats els seus estudis va viatjar a París amb el ceramista Josep Llorens i Artigas.
Amb la seva participació va obtenir premis a la Triennal de Milà i a la Biennal de Venècia. Es va dedicar a les il·lustracions de llibres com El Bressol de Jacint Verdaguer, editat l'any 1951 i també a revistes com En Patufet i Estel. Com a decorador va realitzar el Saló Rosa i el Dic Flotant de Barcelona. Entre els seus murals fets de marqueteria cal destacar el de la sala de Consolat de Mar l'any 1958, de la Casa de la Ciutat de Barcelona. Va deixar una obra important com a cartellista.
Va ser membre del Cercle Artístic de Sant Lluc, del qual va integrar més tard la junta directiva.